# 天主教馬爾多納多港宗座代牧區
天主教馬爾多納多港宗座代牧區（拉丁語：Vicariatus Apostolicus Portus Maldonadi）是秘魯一個羅馬天主教宗座代牧區，直屬教廷。
烏魯班巴的聖道明監牧區成立於1900年1月5日，1913年7月4日升為烏魯班巴暨馬德雷德迪奧斯代牧區。1949年3月10日易名至今。
代牧包括馬德雷德迪奧斯大區、庫斯科大區北部和烏卡亞利大區南部。2010年有教友237,000人（佔轄區總人口80.1%）、廿二個堂區、卅五名司鐸。現任宗座代牧為方濟·岡薩雷斯·埃南德斯。